# Ad maiorem Dei gloriam

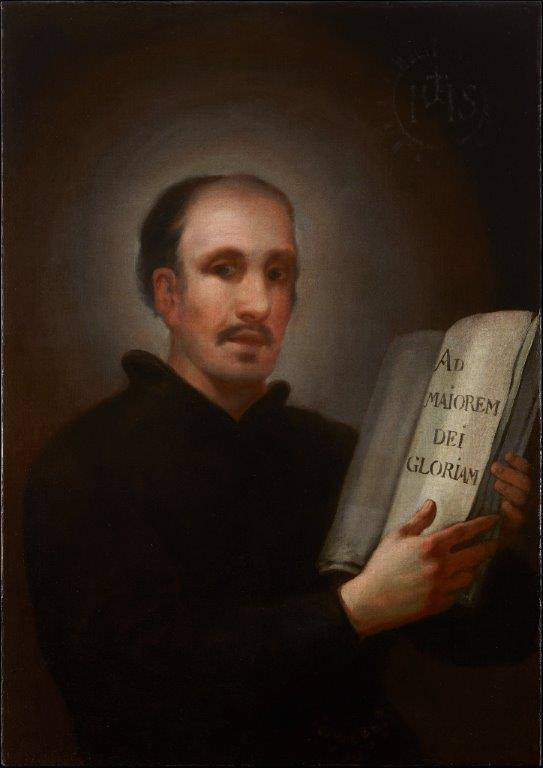
San Ignacio de Loyola (1775-1780), óleo sobre lienzo de Francisco de Goya. Museo Goya - Colección Ibercaja - Museo Camón Aznar, Zaragoza (España)

Ad maiorem Dei gloriam —también conocida por su abreviatura A. M. D. G.— es la divisa de la Compañía de Jesús, una orden religiosa católica.
En latín significa literalmente «Para la mayor gloria de Dios» y se le atribuye al fundador de la orden, san Ignacio de Loyola, por el uso que hizo de dicha expresión en sus escritos. Algunos creen encontrar un antecedente en la expresión in gloriam Dei que se encuentra en la Primera Carta a los Corintios, de san Pablo.
En cambio, la abreviatura A. M. D. G. aparece impresa por primera vez solo bastantes años después de la muerte de san Ignacio como la Compañía de Jesús. En la edición de las Constituciones de 1606, aparece el lema íntegro, con la imagen de Ignacio. Los jesuitas suelen emplearla desde entonces para finalizar sus documentos y estudios teológicos.
Los Hermanos Cristianos, cuyo fundador fue el beato Edmundo Ignacio Rice, también asumieron como lema esta frase que se encuentra inscrita sobre la aureola de la Virgen en el icono de Edmundo.
A. M. D. G. fue empleado por algunos artistas, entre ellos Johann Sebastian Bach y Ramón Pérez de Ayala, este último educado por jesuitas y autor de una polémica novela, adaptada posteriormente al teatro.